# Natalia Strohova
Nataliya Strohova (en ukrainien : Наталія Строгова), née le 26 décembre 1992, est une athlète ukrainienne, spécialiste du sprint.
Son club est le Luhanska. Son meilleur temps sur 100 m est de 11 s 41 à Tampere, temps qu'elle égalé en 2015 et, sur 200 m, de 23 s 12 à Kirovohrad.
Elle porte le record des championnats à 42 s 50 pour le relais 4 × 100 m des Championnats d'Europe par équipe que son équipe, composée également de Viktoriya Pyatachenko, de Nataliya Pohrebnyak et de Hrystyna Stuy, remporte à Tcheboksary le 20 juin 2015.